# Гудзон (річка)

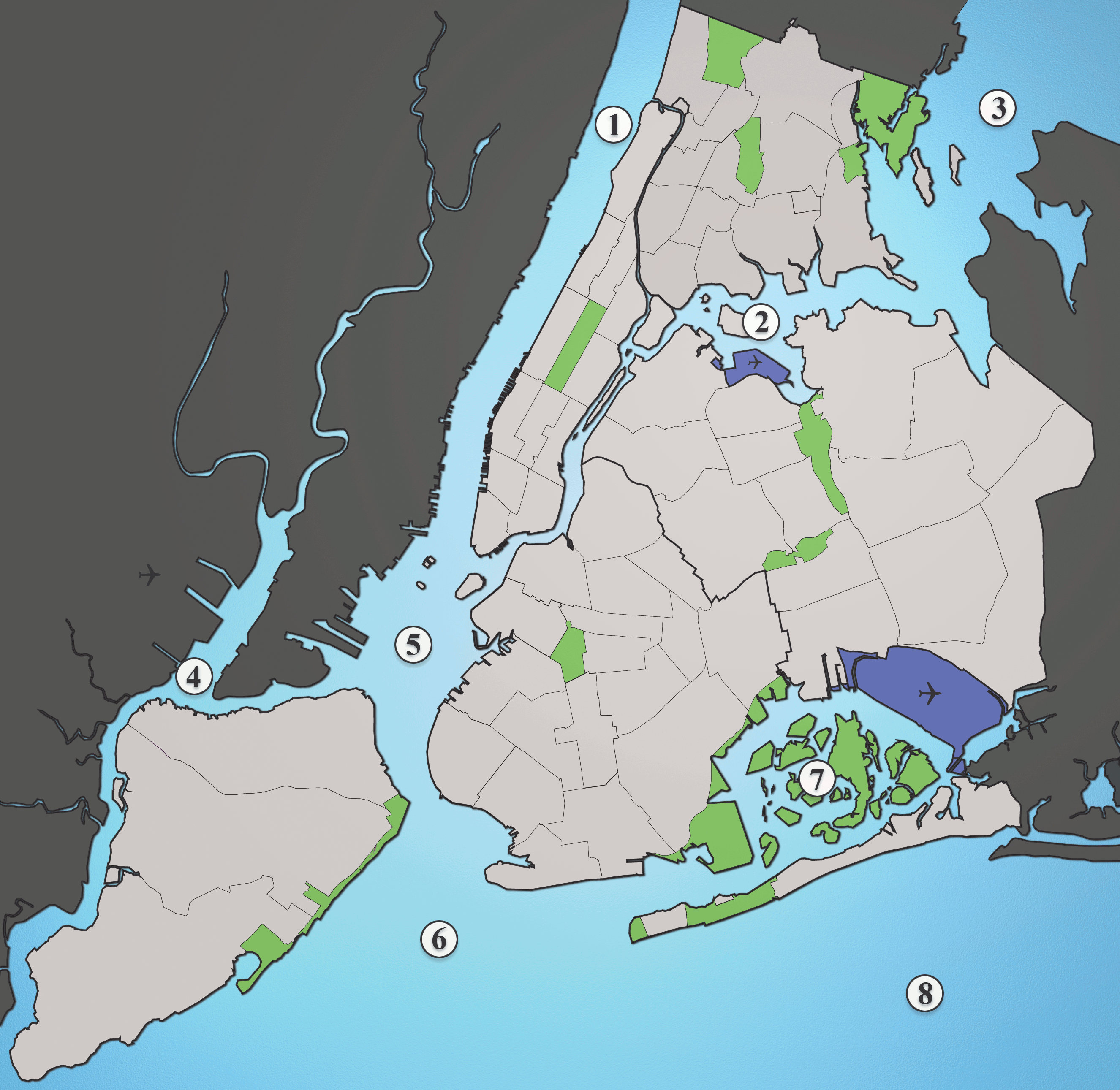
1. Річка Гудзон; 2. Іст-Ривер; 3. Протока Лонг-Айленд; 4. Затока Ньюарк; 5. Верхня затока Нью-Йорк; 6. Нижня затока Нью-Йорк; 7. Затока Джамейка; 8. Атлантичний океан

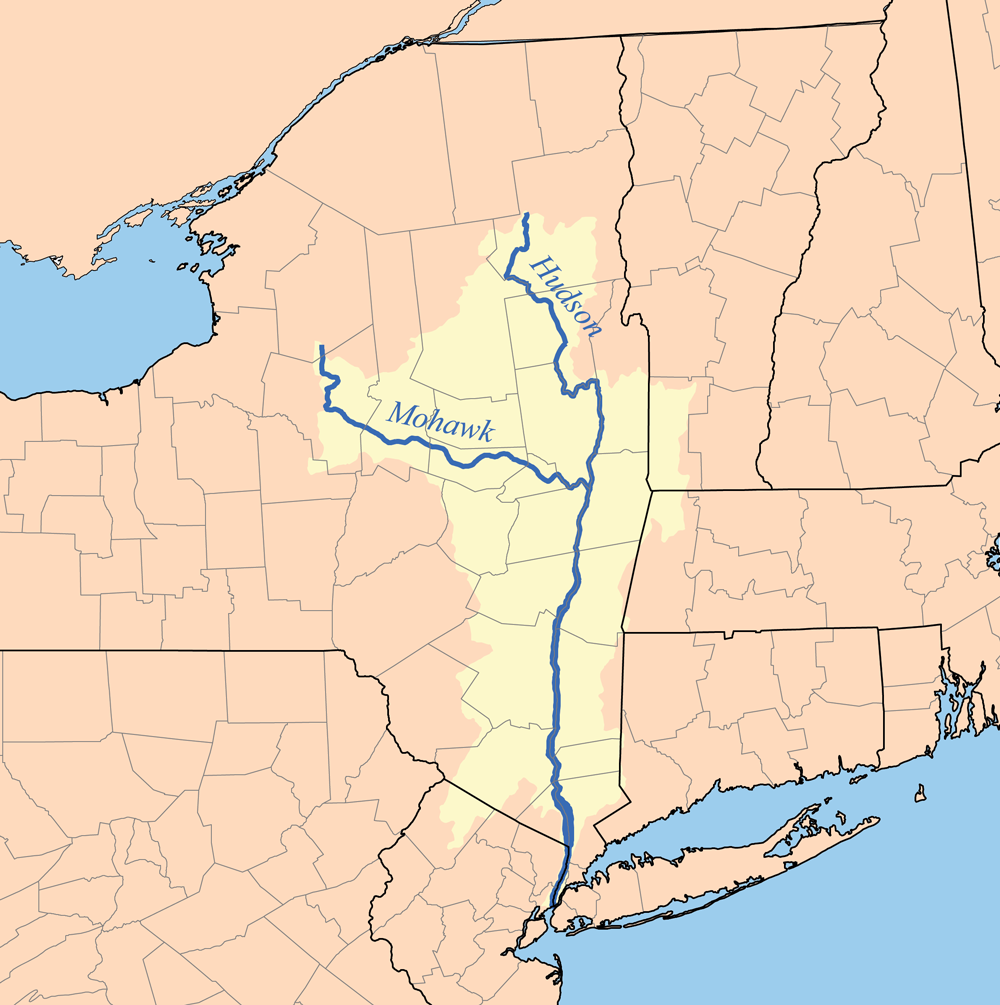
Мапа річки Гудзон

Гудзо́н, Га́дсон, Ха́дсон (англ. Hudson River; могікан. Muh-he-kun-ne-tuk) — річка у штаті Нью-Йорк, США. Середньорічний стік 606 м³/с.
Бере початок у льодовикових озерах гір Адірондак (Аппалачі): верхня течія — пороги і водоспади, на решті частини (близько 170 км) тече в глибокій троговій долині. Від міста Троя долина — естуарій з глибиною від 3,5 м (у верхній частині) до 14 м (у розширеному гирлі Аппер-Бей). Через вузьку протоку Те-Нарроус впадає в бухту Ловер-Бей Атлантичного океану. Каньйон Гудзона (підводна долина) продовжується вглиб океану на 200—250 км.
Живлення снігово-дощове. Весняна повінь з максимумами в березні — квітні. Стік річки врегульований дамбами. Середня витрата води у місті Меканіквілл (середня течія, 11 650 км) 210 м³/сек, найбільший — 3500 м³/сек. Морські припливи (висота до 1 м) розповсюджуються на 240 км від гирла — до дамби у місті Трої, звідки й починається судноплавство.
Верхів'я Гудзону лежать близько до сточища річки Святого Лаврентія, з якою з'єднується через канал, річку й озеро Шамплейн і річку Рішельє.
Гудзон є важливою ланкою водної системи Нью-Йорк-Стейт-Бардж-канал, з якою він зв'язаний каналізованою правою притокою — річкою Мохок і каналом Ері. У самому гирлі найбільше місто і порт — Нью-Йорк; ін. міста: Трой, Олбані, Хадсон, Кінгстон, Пукіпсі, Н'юберг, Йонкерс. Річку названо на честь Генрі Гудзона, котрий відкрив гирло річки у 1609 році.

## Геологія
Геологи іноді називають Гудзон потонулою річкою. Підвищення рівня моря після відступу Вісконсинського заледеніння останнього льодовикового періоду призвело до затоплення прибережної рівнини і принесло солону воду значно вище гирла річки. Старе русло річки, Гудзонський каньйон, є багатим рибальським районом. Колишнє русло річки чітко окреслено під водами Атлантичного океану, що тягнеться до краю континентального шельфу. В результаті заледеніння і підвищення рівня моря нижня половина річки нині є припливним естуарієм, який займає фіорд Гудзон. Вважається, що фіорд сформувався між 26 000 і 13 300 років тому.
Берег річки містить переважно метаморфічні базальти, або діабази, високогір'я — граніти та гнейси з інтрузіями, а від Бікона до Олбані — сланці та вапняки, або осадові породи.
Річкові ворота, ймовірно, утворилися близько 6000 років тому наприкінці останнього льодовикового періоду. Перед цим Стейтен-Айленд і Лонг-Айленд були з'єднані. У той час річка Гудзон проходила через частини сучасного північного Нью-Джерсі, уздовж східних схилів гір Ватунг до Баунд-Брук, а потім впадала в Атлантичний океан через затоку Рарітан. Накопичення води у Верхній Нью-Йоркській затоці врешті-решт дозволило річці Гудзон прорватися через суходіл, який з'єднував Стейтен-Айленд і Бруклін, щоб сформувати річкові ворота, існуючі сьогодні. Таким чином, сформувався коротший маршрут до Атлантичного океану між Нью-Джерсі і Нью-Йорком.
У річці є у великій кількості мул, що складається переважно з глин, вивітрених з льодовикових відкладень, і органічних частинок. Гудзон має відносно коротку історію ерозії, тому у нього немає великої осадової рівнини поблизу гирла. Це відсутність значних відкладень поблизу гирла річки відрізняється від більшості інших американських гирл. Під час припливів біля Нью-Йоркської гавані осад надходить до гирла з океану.

## Каскад ГЕС
У басейні річки — великі гідроелектростанції: ГЕС Палмер, ГЕС Спайр-Фолс, ГЕС Шерман-Айленд.